# ديلان بوريرو
ديلان بوريرو (بالإسبانية: Dylan Borrero)‏ هو لاعب كرة قدم كولومبي في مركز الوسط، ولد في 5 يناير 2002 في بالميرا، فالي ديل كاوكا ‏ في كولومبيا. لعب مع إنديبنديينتي سانتا في.

## وصلات خارجية
- ديلان بوريرو على موقع الدوري الأمريكي (الإنجليزية)
- ديلان بوريرو على موقع قاعدة بيانات كرة القدم.إي يو (الإنجليزية)
- ديلان بوريرو على موقع Soccerway.com (الإنجليزية)